# Tour du Portugal 2020
L'Edition Spéciale du Tour du Portugal (Volta a Portugal Edição Especial), a lieu du 27 septembre au 5 octobre 2020. La course, qui est inscrite au calendrier de l'UCI Europe Tour 2020 en catégorie 2.1, est composée d'un prologue et de huit étapes, dont un contre-la-montre final. Cette édition est remportée par le Portugais Amaro Antunes de l'équipe cycliste W52-FC Porto.

## Présentation
Cette édition est organisée par la Fédération portugaise de cyclisme.

### Parcours
Comme les années précédentes, le Tour commence par un prologue et se termine par un contre-la-montre individuel. Pour les étapes en ligne, deux arrivées en col, une en côte, deux étapes accidentées et une en plaine constitue le programme de course.

### Équipes
Classé en catégorie 2.1 de l'UCI Europe Tour, le Tour du Portugal est par conséquent ouvert aux WorldTeams dans la limite de 50 % des équipes participantes, aux équipes continentales professionnelles, aux équipes continentales et aux équipes nationales. Cependant, aucune équipe World Tour n'y participe.
Quatorze équipes participent à ce Tour du Portugal - cinq équipes continentales professionnelles et neuf équipes continentales :
| Équipe continentale professionnelle | Équipe continentale professionnelle | Équipe continentale professionnelle |
| Nom de l'équipe                     | Pays                                | Code                                |
| ----------------------------------- | ----------------------------------- | ----------------------------------- |
| Arkéa-Samsic                        | France                              | ARK                                 |
| Burgos-BH                           | Espagne                             | BBH                                 |
| Caja Rural-Seguros RGA              | Espagne                             | CJR                                 |
| Nippo-Delko-One Provence            | France                              | NDP                                 |
| Rally Cycling                       | États-Unis                          | RLY                                 |

| Équipes continentales                | Équipes continentales | Équipes continentales |
| Nom de l'équipe                      | Pays                  | Code                  |
| ------------------------------------ | --------------------- | --------------------- |
| W52-FC Porto                         | Portugal              | W52                   |
| Atum General-Tavira-Maria Nova Hotel | Portugal              | ATM                   |
| Aviludo-Louletano-Ludofoods          | Portugal              | AVL                   |
| Efapel                               | Portugal              | EFP                   |
| Vito-CD Feirense                     | Portugal              | CDF                   |
| Kelly-Simoldes-UD Oliveirense        | Portugal              | KSU                   |
| L.A. Aluminios-L.A. Sport            | Portugal              | LAA                   |
| Miranda-Mortágua                     | Portugal              | MIR                   |
| Rádio Popular-Boavista               | Portugal              | RPB                   |

## Étapes
| Étape     | Date     | Villes étapes                    | type                        | Distance (km) | Vainqueur d'étape    | Leader du classement général |
| --------- | -------- | -------------------------------- | --------------------------- | ------------- | -------------------- | ---------------------------- |
| Prologue  | 27 sept. | Fafe – Fafe                      | contre-la-montre individuel | 7             | Gustavo César Veloso | Gustavo César Veloso         |
| 1re étape | 28 sept. | Montalegre – Viana do Castelo    | étape vallonnée             | 180           | Luís Gomes           | Gustavo César Veloso         |
| 2e étape  | 29 sept. | Paredes                          | étape de montagne           | 167           | Amaro Antunes        | Amaro Antunes                |
| 3e étape  | 30 sept. | Felgueiras – Viseu               | étape vallonnée             | 171,9         | Oier Lazkano         | Amaro Antunes                |
| 4e étape  | 1 oct.   | Guarda – Torre                   | étape de montagne           | 148           | Joni Brandão         | Amaro Antunes                |
| 5e étape  | 2 oct.   | Oliveira do Hospital – Águeda    | étape vallonnée             | 176,3         | Daniel McLay         | Amaro Antunes                |
| 6e étape  | 3 oct.   | Caldas da Rainha – Torres Vedras | étape de plaine             | 155           | Daniel McLay         | Amaro Antunes                |
| 7e étape  | 4 oct.   | Loures – Setúbal                 | étape vallonnée             | 161           | António Carvalho     | Amaro Antunes                |
| 8e étape  | 5 oct.   | Lisbonne – Lisbonne              | contre-la-montre individuel | 17,7          | Gustavo César Veloso | Amaro Antunes                |

## Déroulement de la course

### Prologue
« Prólogo : FAFE / FAFE – 7 km ; 27/09/2020 – Domingo » [« Parcours du prologue »]
| \| Classement de l'étape \| Classement de l'étape \| Classement de l'étape \| Classement de l'étape \| Classement de l'étape \| \| Coureur \| Coureur \| Pays \| Équipe \| Temps \| \| --------------------- \| ------------------------ \| --------------------- \| --------------------- \| --------------------- \| \| 1er \| Gustavo César Veloso \| Espagne \| W52-FC Porto \| 9 min 39 s \| \| 2e \| Rafael Reis \| Portugal \| Feirense \| + 1 s \| \| 3e \| Daniel Mestre \| Portugal \| W52-FC Porto \| + 1 s \| \| 4e \| Daniel Freitas \| Portugal \| Miranda-Mortágua \| + 4 s \| \| 5e \| António Carvalho \| Portugal \| Efapel \| + 6 s \| \| 6e \| Joni Brandão \| Portugal \| Efapel \| + 7 s \| \| 7e \| Samuel Caldeira \| Portugal \| W52-FC Porto \| + 8 s \| \| 8e \| João Rodrigues \| Portugal \| W52-FC Porto \| + 8 s \| \| 9e \| Christophe Noppe \| Belgique \| Arkéa-Samsic \| + 10 s \| \| 10e \| Vicente García de Mateos \| Espagne \| Aviludo-Louletano \| + 12 s \| |                          |          |                   |            |
| |                          |          |                   |            |
| Source : ProCyclingStats |                          |          |                   |            |
| Classement de l'étape |                          |          |                   |            |
| Coureur | Coureur                  | Pays     | Équipe            | Temps      |
| 1er | Gustavo César Veloso     | Espagne  | W52-FC Porto      | 9 min 39 s |
| 2e | Rafael Reis              | Portugal | Feirense          | + 1 s      |
| 3e | Daniel Mestre            | Portugal | W52-FC Porto      | + 1 s      |
| 4e | Daniel Freitas           | Portugal | Miranda-Mortágua  | + 4 s      |
| 5e | António Carvalho         | Portugal | Efapel            | + 6 s      |
| 6e | Joni Brandão             | Portugal | Efapel            | + 7 s      |
| 7e | Samuel Caldeira          | Portugal | W52-FC Porto      | + 8 s      |
| 8e | João Rodrigues           | Portugal | W52-FC Porto      | + 8 s      |
| 9e | Christophe Noppe         | Belgique | Arkéa-Samsic      | + 10 s     |
| 10e | Vicente García de Mateos | Espagne  | Aviludo-Louletano | + 12 s     |

| \| Classement général \| Classement général \| Classement général \| Classement général \| Classement général \| \| Coureur \| Coureur \| Pays \| Équipe \| Temps \| \| ------------------ \| ------------------------ \| ------------------ \| ------------------ \| ------------------ \| \| 1er \| Gustavo César Veloso \| Espagne \| W52-FC Porto \| 9 min 39 s \| \| 2e \| Rafael Reis \| Portugal \| Feirense \| + 1 s \| \| 3e \| Daniel Mestre \| Portugal \| W52-FC Porto \| + 1 s \| \| 4e \| Daniel Freitas \| Portugal \| Miranda-Mortágua \| + 4 s \| \| 5e \| António Carvalho \| Portugal \| Efapel \| + 6 s \| \| 6e \| Joni Brandão \| Portugal \| Efapel \| + 7 s \| \| 7e \| Samuel Caldeira \| Portugal \| W52-FC Porto \| + 8 s \| \| 8e \| João Rodrigues \| Portugal \| W52-FC Porto \| + 8 s \| \| 9e \| Christophe Noppe \| Belgique \| Arkéa-Samsic \| + 10 s \| \| 10e \| Vicente García de Mateos \| Espagne \| Aviludo-Louletano \| + 12 s \| |                          |          |                   |            |
| |                          |          |                   |            |
| Source : ProCyclingStats |                          |          |                   |            |
| Classement général |                          |          |                   |            |
| Coureur | Coureur                  | Pays     | Équipe            | Temps      |
| 1er | Gustavo César Veloso     | Espagne  | W52-FC Porto      | 9 min 39 s |
| 2e | Rafael Reis              | Portugal | Feirense          | + 1 s      |
| 3e | Daniel Mestre            | Portugal | W52-FC Porto      | + 1 s      |
| 4e | Daniel Freitas           | Portugal | Miranda-Mortágua  | + 4 s      |
| 5e | António Carvalho         | Portugal | Efapel            | + 6 s      |
| 6e | Joni Brandão             | Portugal | Efapel            | + 7 s      |
| 7e | Samuel Caldeira          | Portugal | W52-FC Porto      | + 8 s      |
| 8e | João Rodrigues           | Portugal | W52-FC Porto      | + 8 s      |
| 9e | Christophe Noppe         | Belgique | Arkéa-Samsic      | + 10 s     |
| 10e | Vicente García de Mateos | Espagne  | Aviludo-Louletano | + 12 s     |

### 1reétape
« Etapa 1 : MONTALEGRE / ALTO DE STA. LUZIA (Viana do Castelo) – 180 km ; 28/09/2020 – Segunda-feira » [« Parcours de l'étape »]
Marvin Scheulen (L.A. Aluminios-L.A. Sport) attaque dans le premier kilomètre et fait une échappée solitaire de plus de 160 kilomètres; au sommet de l'Alto de Covide il a cinq minutes d'avance. Dans l'ascension menant au sanctuaire du Sacré-Cœur, Alan Riou attaque avec un coureur de Caja-Rural, mais sont repris à 1200 mètres par un peloton réduit emmené par l'équipe W52-Porto du maillot jaune. Un coureur d'Etafel attaque dans les six cent derniers mètres, suivi par Daniel Mestre et Luís Gomes, ce dernier démarre le sprint à moins de deux cents mètres pour s'imposer.
| \| Classement de l'étape \| Classement de l'étape \| Classement de l'étape \| Classement de l'étape \| Classement de l'étape \| \| Coureur \| Coureur \| Pays \| Équipe \| Temps \| \| --------------------- \| ------------------------ \| --------------------- \| ------------------------ \| --------------------- \| \| 1er \| Luís Gomes \| Portugal \| Kelly-Simoldes-UDO \| 4 h 24 min 41 s \| \| 2e \| Daniel Mestre \| Portugal \| W52-FC Porto \| + 0 s \| \| 3e \| Gustavo César Veloso \| Espagne \| W52-FC Porto \| + 0 s \| \| 4e \| António Carvalho \| Portugal \| Efapel \| + 0 s \| \| 5e \| João Rodrigues \| Portugal \| W52-FC Porto \| + 0 s \| \| 6e \| Vicente García de Mateos \| Espagne \| Aviludo-Louletano \| + 0 s \| \| 7e \| Daniel Freitas \| Portugal \| Miranda-Mortágua \| + 0 s \| \| 8e \| Mauro Finetto \| Italie \| Nippo-Delko One Provence \| + 0 s \| \| 9e \| Diego Rubio \| Espagne \| Burgos-BH \| + 0 s \| \| 10e \| Amaro Antunes \| Portugal \| W52-FC Porto \| + 0 s \| |                          |          |                          |                 |
| |                          |          |                          |                 |
| Source : ProCyclingStats |                          |          |                          |                 |
| Classement de l'étape |                          |          |                          |                 |
| Coureur | Coureur                  | Pays     | Équipe                   | Temps           |
| 1er | Luís Gomes               | Portugal | Kelly-Simoldes-UDO       | 4 h 24 min 41 s |
| 2e | Daniel Mestre            | Portugal | W52-FC Porto             | + 0 s           |
| 3e | Gustavo César Veloso     | Espagne  | W52-FC Porto             | + 0 s           |
| 4e | António Carvalho         | Portugal | Efapel                   | + 0 s           |
| 5e | João Rodrigues           | Portugal | W52-FC Porto             | + 0 s           |
| 6e | Vicente García de Mateos | Espagne  | Aviludo-Louletano        | + 0 s           |
| 7e | Daniel Freitas           | Portugal | Miranda-Mortágua         | + 0 s           |
| 8e | Mauro Finetto            | Italie   | Nippo-Delko One Provence | + 0 s           |
| 9e | Diego Rubio              | Espagne  | Burgos-BH                | + 0 s           |
| 10e | Amaro Antunes            | Portugal | W52-FC Porto             | + 0 s           |

| \| Classement général \| Classement général \| Classement général \| Classement général \| Classement général \| \| Coureur \| Coureur \| Pays \| Équipe \| Temps \| \| ------------------ \| ------------------------ \| ------------------ \| ------------------ \| ------------------ \| \| 1er \| Gustavo César Veloso \| Espagne \| W52-FC Porto \| 4 h 34 min 20 s \| \| 2e \| Daniel Mestre \| Portugal \| W52-FC Porto \| + 1 s \| \| 3e \| Daniel Freitas \| Portugal \| Miranda-Mortágua \| + 4 s \| \| 4e \| António Carvalho \| Portugal \| Efapel \| + 6 s \| \| 5e \| Joni Brandão \| Portugal \| Efapel \| + 7 s \| \| 6e \| João Rodrigues \| Portugal \| W52-FC Porto \| + 8 s \| \| 7e \| Rafael Reis \| Portugal \| Feirense \| + 11 s \| \| 8e \| Vicente García de Mateos \| Espagne \| Aviludo-Louletano \| + 12 s \| \| 9e \| Gavin Mannion \| États-Unis \| Rally Cycling \| + 14 s \| \| 10e \| Luís Gomes \| Portugal \| Kelly-Simoldes-UDO \| + 17 s \| |                          |            |                    |                 |
| |                          |            |                    |                 |
| Source : ProCyclingStats |                          |            |                    |                 |
| Classement général |                          |            |                    |                 |
| Coureur | Coureur                  | Pays       | Équipe             | Temps           |
| 1er | Gustavo César Veloso     | Espagne    | W52-FC Porto       | 4 h 34 min 20 s |
| 2e | Daniel Mestre            | Portugal   | W52-FC Porto       | + 1 s           |
| 3e | Daniel Freitas           | Portugal   | Miranda-Mortágua   | + 4 s           |
| 4e | António Carvalho         | Portugal   | Efapel             | + 6 s           |
| 5e | Joni Brandão             | Portugal   | Efapel             | + 7 s           |
| 6e | João Rodrigues           | Portugal   | W52-FC Porto       | + 8 s           |
| 7e | Rafael Reis              | Portugal   | Feirense           | + 11 s          |
| 8e | Vicente García de Mateos | Espagne    | Aviludo-Louletano  | + 12 s          |
| 9e | Gavin Mannion            | États-Unis | Rally Cycling      | + 14 s          |
| 10e | Luís Gomes               | Portugal   | Kelly-Simoldes-UDO | + 17 s          |

### 2eétape
« Etapa 2 : PAREDES / ALTO DA SRA. GRAÇA – 167 km ; 29/09/2020 – Terça-feira » [« Parcours de l'étape »]
| \| Classement de l'étape \| Classement de l'étape \| Classement de l'étape \| Classement de l'étape \| Classement de l'étape \| \| Coureur \| Coureur \| Pays \| Équipe \| Temps \| \| --------------------- \| ------------------------ \| --------------------- \| ------------------------------------ \| --------------------- \| \| 1er \| Amaro Antunes \| Portugal \| W52-FC Porto \| 4 h 25 min 50 s \| \| 2e \| Frederico Figueiredo \| Portugal \| Atum General-Tavira-Maria Nova Hotel \| + 22 s \| \| 3e \| João Benta \| Portugal \| Rádio Popular-Boavista \| + 1 min 13 s \| \| 4e \| Simon Carr \| Royaume-Uni \| Nippo-Delko One Provence \| + 1 min 20 s \| \| 5e \| Gustavo César Veloso \| Espagne \| W52-FC Porto \| + 1 min 45 s \| \| 6e \| Vicente García de Mateos \| Espagne \| Aviludo-Louletano \| + 1 min 45 s \| \| 7e \| Ricardo Vilela \| Portugal \| Burgos-BH \| + 1 min 45 s \| \| 8e \| Joni Brandão \| Portugal \| Efapel \| + 1 min 45 s \| \| 9e \| Cristian Rodríguez \| Espagne \| Caja Rural-Seguros RGA \| + 1 min 49 s \| \| 10e \| Alejandro Marque \| Espagne \| Atum General-Tavira-Maria Nova Hotel \| + 1 min 49 s \| |                          |             |                                      |                 |
| |                          |             |                                      |                 |
| Source : ProCyclingStats |                          |             |                                      |                 |
| Classement de l'étape |                          |             |                                      |                 |
| Coureur | Coureur                  | Pays        | Équipe                               | Temps           |
| 1er | Amaro Antunes            | Portugal    | W52-FC Porto                         | 4 h 25 min 50 s |
| 2e | Frederico Figueiredo     | Portugal    | Atum General-Tavira-Maria Nova Hotel | + 22 s          |
| 3e | João Benta               | Portugal    | Rádio Popular-Boavista               | + 1 min 13 s    |
| 4e | Simon Carr               | Royaume-Uni | Nippo-Delko One Provence             | + 1 min 20 s    |
| 5e | Gustavo César Veloso     | Espagne     | W52-FC Porto                         | + 1 min 45 s    |
| 6e | Vicente García de Mateos | Espagne     | Aviludo-Louletano                    | + 1 min 45 s    |
| 7e | Ricardo Vilela           | Portugal    | Burgos-BH                            | + 1 min 45 s    |
| 8e | Joni Brandão             | Portugal    | Efapel                               | + 1 min 45 s    |
| 9e | Cristian Rodríguez       | Espagne     | Caja Rural-Seguros RGA               | + 1 min 49 s    |
| 10e | Alejandro Marque         | Espagne     | Atum General-Tavira-Maria Nova Hotel | + 1 min 49 s    |

| \| Classement général \| Classement général \| Classement général \| Classement général \| Classement général \| \| Coureur \| Coureur \| Pays \| Équipe \| Temps \| \| ------------------ \| ------------------------ \| ------------------ \| ------------------------------------ \| ------------------ \| \| 1er \| Amaro Antunes \| Portugal \| W52-FC Porto \| 9 h 00 min 42 s \| \| 2e \| Frederico Figueiredo \| Portugal \| Atum General-Tavira-Maria Nova Hotel \| + 13 s \| \| 3e \| Gustavo César Veloso \| Espagne \| W52-FC Porto \| + 1 min 13 s \| \| 4e \| João Benta \| Portugal \| Rádio Popular-Boavista \| + 1 min 17 s \| \| 5e \| Joni Brandão \| Portugal \| Efapel \| + 1 min 20 s \| \| 6e \| Daniel Freitas \| Portugal \| Miranda-Mortágua \| + 1 min 25 s \| \| 7e \| Vicente García de Mateos \| Espagne \| Aviludo-Louletano \| + 1 min 25 s \| \| 8e \| João Rodrigues \| Portugal \| W52-FC Porto \| + 1 min 29 s \| \| 9e \| Alejandro Marque \| Espagne \| Atum General-Tavira-Maria Nova Hotel \| + 1 min 38 s \| \| 10e \| Simon Carr \| Royaume-Uni \| Nippo-Delko One Provence \| + 1 min 38 s \| |                          |             |                                      |                 |
| |                          |             |                                      |                 |
| Source : ProCyclingStats |                          |             |                                      |                 |
| Classement général |                          |             |                                      |                 |
| Coureur | Coureur                  | Pays        | Équipe                               | Temps           |
| 1er | Amaro Antunes            | Portugal    | W52-FC Porto                         | 9 h 00 min 42 s |
| 2e | Frederico Figueiredo     | Portugal    | Atum General-Tavira-Maria Nova Hotel | + 13 s          |
| 3e | Gustavo César Veloso     | Espagne     | W52-FC Porto                         | + 1 min 13 s    |
| 4e | João Benta               | Portugal    | Rádio Popular-Boavista               | + 1 min 17 s    |
| 5e | Joni Brandão             | Portugal    | Efapel                               | + 1 min 20 s    |
| 6e | Daniel Freitas           | Portugal    | Miranda-Mortágua                     | + 1 min 25 s    |
| 7e | Vicente García de Mateos | Espagne     | Aviludo-Louletano                    | + 1 min 25 s    |
| 8e | João Rodrigues           | Portugal    | W52-FC Porto                         | + 1 min 29 s    |
| 9e | Alejandro Marque         | Espagne     | Atum General-Tavira-Maria Nova Hotel | + 1 min 38 s    |
| 10e | Simon Carr               | Royaume-Uni | Nippo-Delko One Provence             | + 1 min 38 s    |

### 3eétape
« Etapa 3 : FELGUEIRAS / VISEU – 171,9 km ; 30/09/2020 – Quarta-feira » [« Parcours de l'étape »]
| \| Classement de l'étape \| Classement de l'étape \| Classement de l'étape \| Classement de l'étape \| Classement de l'étape \| \| Coureur \| Coureur \| Pays \| Équipe \| Temps \| \| --------------------- \| --------------------- \| --------------------- \| ------------------------------------ \| --------------------- \| \| 1er \| Oier Lazkano \| Espagne \| Caja Rural-Seguros RGA \| 4 h 13 min 15 s \| \| 2e \| Daniel McLay \| Royaume-Uni \| Arkéa-Samsic \| + 15 s \| \| 3e \| Leangel Linarez \| Venezuela \| Miranda-Mortágua \| + 15 s \| \| 4e \| Luís Gomes \| Portugal \| Kelly-Simoldes-UDO \| + 15 s \| \| 5e \| Mauro Finetto \| Italie \| Nippo-Delko One Provence \| + 15 s \| \| 6e \| Daniel Freitas \| Portugal \| Miranda-Mortágua \| + 15 s \| \| 7e \| André Ramalho \| Portugal \| LA Alumínios-LA Sport \| + 15 s \| \| 8e \| Sergey Shilov \| Russie \| Aviludo-Louletano \| + 15 s \| \| 9e \| Alejandro Marque \| Espagne \| Atum General-Tavira-Maria Nova Hotel \| + 15 s \| \| 10e \| José Manuel Díaz \| Espagne \| Nippo-Delko One Provence \| + 15 s \| |                  |             |                                      |                 |
| |                  |             |                                      |                 |
| Source : ProCyclingStats |                  |             |                                      |                 |
| Classement de l'étape |                  |             |                                      |                 |
| Coureur | Coureur          | Pays        | Équipe                               | Temps           |
| 1er | Oier Lazkano     | Espagne     | Caja Rural-Seguros RGA               | 4 h 13 min 15 s |
| 2e | Daniel McLay     | Royaume-Uni | Arkéa-Samsic                         | + 15 s          |
| 3e | Leangel Linarez  | Venezuela   | Miranda-Mortágua                     | + 15 s          |
| 4e | Luís Gomes       | Portugal    | Kelly-Simoldes-UDO                   | + 15 s          |
| 5e | Mauro Finetto    | Italie      | Nippo-Delko One Provence             | + 15 s          |
| 6e | Daniel Freitas   | Portugal    | Miranda-Mortágua                     | + 15 s          |
| 7e | André Ramalho    | Portugal    | LA Alumínios-LA Sport                | + 15 s          |
| 8e | Sergey Shilov    | Russie      | Aviludo-Louletano                    | + 15 s          |
| 9e | Alejandro Marque | Espagne     | Atum General-Tavira-Maria Nova Hotel | + 15 s          |
| 10e | José Manuel Díaz | Espagne     | Nippo-Delko One Provence             | + 15 s          |

| \| Classement général \| Classement général \| Classement général \| Classement général \| Classement général \| \| Coureur \| Coureur \| Pays \| Équipe \| Temps \| \| ------------------ \| ------------------------ \| ------------------ \| ------------------------------------ \| ------------------ \| \| 1er \| Amaro Antunes \| Portugal \| W52-FC Porto \| 13 h 14 min 12 s \| \| 2e \| Frederico Figueiredo \| Portugal \| Atum General-Tavira-Maria Nova Hotel \| + 13 s \| \| 3e \| Gustavo César Veloso \| Espagne \| W52-FC Porto \| + 1 min 13 s \| \| 4e \| João Benta \| Portugal \| Rádio Popular-Boavista \| + 1 min 17 s \| \| 5e \| Joni Brandão \| Portugal \| Efapel \| + 1 min 20 s \| \| 6e \| Daniel Freitas \| Portugal \| Miranda-Mortágua \| + 1 min 25 s \| \| 7e \| Vicente García de Mateos \| Espagne \| Aviludo-Louletano \| + 1 min 25 s \| \| 8e \| João Rodrigues \| Portugal \| W52-FC Porto \| + 1 min 29 s \| \| 9e \| Alejandro Marque \| Espagne \| Atum General-Tavira-Maria Nova Hotel \| + 1 min 38 s \| \| 10e \| Ricardo Vilela \| Portugal \| Burgos-BH \| + 1 min 45 s \| |                          |          |                                      |                  |
| |                          |          |                                      |                  |
| Source : ProCyclingStats |                          |          |                                      |                  |
| Classement général |                          |          |                                      |                  |
| Coureur | Coureur                  | Pays     | Équipe                               | Temps            |
| 1er | Amaro Antunes            | Portugal | W52-FC Porto                         | 13 h 14 min 12 s |
| 2e | Frederico Figueiredo     | Portugal | Atum General-Tavira-Maria Nova Hotel | + 13 s           |
| 3e | Gustavo César Veloso     | Espagne  | W52-FC Porto                         | + 1 min 13 s     |
| 4e | João Benta               | Portugal | Rádio Popular-Boavista               | + 1 min 17 s     |
| 5e | Joni Brandão             | Portugal | Efapel                               | + 1 min 20 s     |
| 6e | Daniel Freitas           | Portugal | Miranda-Mortágua                     | + 1 min 25 s     |
| 7e | Vicente García de Mateos | Espagne  | Aviludo-Louletano                    | + 1 min 25 s     |
| 8e | João Rodrigues           | Portugal | W52-FC Porto                         | + 1 min 29 s     |
| 9e | Alejandro Marque         | Espagne  | Atum General-Tavira-Maria Nova Hotel | + 1 min 38 s     |
| 10e | Ricardo Vilela           | Portugal | Burgos-BH                            | + 1 min 45 s     |

### 4eétape
« Etapa 4 : GUARDA / COVILHÃ (TORRE) – 148 km ; 01/10/2020 – Quinta-feira » [« Parcours de l'étape »]
| \| Classement de l'étape \| Classement de l'étape \| Classement de l'étape \| Classement de l'étape \| Classement de l'étape \| \| Coureur \| Coureur \| Pays \| Équipe \| Temps \| \| --------------------- \| --------------------- \| --------------------- \| ------------------------------------ \| --------------------- \| \| 1er \| Joni Brandão \| Portugal \| Efapel \| 4 h 19 min 02 s \| \| 2e \| Frederico Figueiredo \| Portugal \| Atum General-Tavira-Maria Nova Hotel \| + 3 s \| \| 3e \| Amaro Antunes \| Portugal \| W52-FC Porto \| + 3 s \| \| 4e \| Gustavo César Veloso \| Espagne \| W52-FC Porto \| + 3 s \| \| 5e \| António Carvalho \| Portugal \| Efapel \| + 11 s \| \| 6e \| João Benta \| Portugal \| Rádio Popular-Boavista \| + 13 s \| \| 7e \| Delio Fernández \| Espagne \| Nippo-Delko One Provence \| + 17 s \| \| 8e \| Luís Fernandes \| Portugal \| Rádio Popular-Boavista \| + 24 s \| \| 9e \| João Rodrigues \| Portugal \| W52-FC Porto \| + 34 s \| \| 10e \| Cristian Rodríguez \| Espagne \| Caja Rural-Seguros RGA \| + 34 s \| |                      |          |                                      |                 |
| |                      |          |                                      |                 |
| Source : ProCyclingStats |                      |          |                                      |                 |
| Classement de l'étape |                      |          |                                      |                 |
| Coureur | Coureur              | Pays     | Équipe                               | Temps           |
| 1er | Joni Brandão         | Portugal | Efapel                               | 4 h 19 min 02 s |
| 2e | Frederico Figueiredo | Portugal | Atum General-Tavira-Maria Nova Hotel | + 3 s           |
| 3e | Amaro Antunes        | Portugal | W52-FC Porto                         | + 3 s           |
| 4e | Gustavo César Veloso | Espagne  | W52-FC Porto                         | + 3 s           |
| 5e | António Carvalho     | Portugal | Efapel                               | + 11 s          |
| 6e | João Benta           | Portugal | Rádio Popular-Boavista               | + 13 s          |
| 7e | Delio Fernández      | Espagne  | Nippo-Delko One Provence             | + 17 s          |
| 8e | Luís Fernandes       | Portugal | Rádio Popular-Boavista               | + 24 s          |
| 9e | João Rodrigues       | Portugal | W52-FC Porto                         | + 34 s          |
| 10e | Cristian Rodríguez   | Espagne  | Caja Rural-Seguros RGA               | + 34 s          |

| \| Classement général \| Classement général \| Classement général \| Classement général \| Classement général \| \| Coureur \| Coureur \| Pays \| Équipe \| Temps \| \| ------------------ \| -------------------- \| ------------------ \| ------------------------------------ \| ------------------ \| \| 1er \| Amaro Antunes \| Portugal \| W52-FC Porto \| 17 h 33 min 17 s \| \| 2e \| Frederico Figueiredo \| Portugal \| Atum General-Tavira-Maria Nova Hotel \| + 13 s \| \| 3e \| Gustavo César Veloso \| Espagne \| W52-FC Porto \| + 1 min 13 s \| \| 4e \| Joni Brandão \| Portugal \| Efapel \| + 1 min 17 s \| \| 5e \| João Benta \| Portugal \| Rádio Popular-Boavista \| + 1 min 27 s \| \| 6e \| António Carvalho \| Portugal \| Efapel \| + 1 min 55 s \| \| 7e \| João Rodrigues \| Portugal \| W52-FC Porto \| + 2 min 00 s \| \| 8e \| Alejandro Marque \| Espagne \| Atum General-Tavira-Maria Nova Hotel \| + 2 min 15 s \| \| 9e \| Delio Fernández \| Espagne \| Nippo-Delko One Provence \| + 2 min 31 s \| \| 10e \| Cristian Rodríguez \| Espagne \| Caja Rural-Seguros RGA \| + 2 min 43 s \| |                      |          |                                      |                  |
| |                      |          |                                      |                  |
| Source : ProCyclingStats |                      |          |                                      |                  |
| Classement général |                      |          |                                      |                  |
| Coureur | Coureur              | Pays     | Équipe                               | Temps            |
| 1er | Amaro Antunes        | Portugal | W52-FC Porto                         | 17 h 33 min 17 s |
| 2e | Frederico Figueiredo | Portugal | Atum General-Tavira-Maria Nova Hotel | + 13 s           |
| 3e | Gustavo César Veloso | Espagne  | W52-FC Porto                         | + 1 min 13 s     |
| 4e | Joni Brandão         | Portugal | Efapel                               | + 1 min 17 s     |
| 5e | João Benta           | Portugal | Rádio Popular-Boavista               | + 1 min 27 s     |
| 6e | António Carvalho     | Portugal | Efapel                               | + 1 min 55 s     |
| 7e | João Rodrigues       | Portugal | W52-FC Porto                         | + 2 min 00 s     |
| 8e | Alejandro Marque     | Espagne  | Atum General-Tavira-Maria Nova Hotel | + 2 min 15 s     |
| 9e | Delio Fernández      | Espagne  | Nippo-Delko One Provence             | + 2 min 31 s     |
| 10e | Cristian Rodríguez   | Espagne  | Caja Rural-Seguros RGA               | + 2 min 43 s     |

### 5eétape
« Etapa 5 : OLIVEIRA DO HOSPITAL / ÁGUEDA – 176,3 km ; 02/10/2020 – Sexta-feira » [« Parcours de l'étape »]
| \| Classement de l'étape \| Classement de l'étape \| Classement de l'étape \| Classement de l'étape \| Classement de l'étape \| \| Coureur \| Coureur \| Pays \| Équipe \| Temps \| \| --------------------- \| --------------------- \| --------------------- \| ------------------------------------ \| --------------------- \| \| 1er \| Daniel McLay \| Royaume-Uni \| Arkéa-Samsic \| 4 h 14 min 46 s \| \| 2e \| Leangel Linarez \| Venezuela \| Miranda-Mortágua \| + 0 s \| \| 3e \| Riccardo Minali \| Italie \| Nippo-Delko One Provence \| + 0 s \| \| 4e \| Luís Gomes \| Portugal \| Kelly-Simoldes-UDO \| + 0 s \| \| 5e \| Daniel Freitas \| Portugal \| Miranda-Mortágua \| + 0 s \| \| 6e \| David González López \| Espagne \| Caja Rural-Seguros RGA \| + 0 s \| \| 7e \| Rafael Silva \| Portugal \| Efapel \| + 0 s \| \| 8e \| César Martingil \| Portugal \| Atum General-Tavira-Maria Nova Hotel \| + 0 s \| \| 9e \| Amaro Antunes \| Portugal \| W52-FC Porto \| + 0 s \| \| 10e \| Delio Fernández \| Espagne \| Nippo-Delko One Provence \| + 0 s \| |                      |             |                                      |                 |
| |                      |             |                                      |                 |
| Source : ProCyclingStats |                      |             |                                      |                 |
| Classement de l'étape |                      |             |                                      |                 |
| Coureur | Coureur              | Pays        | Équipe                               | Temps           |
| 1er | Daniel McLay         | Royaume-Uni | Arkéa-Samsic                         | 4 h 14 min 46 s |
| 2e | Leangel Linarez      | Venezuela   | Miranda-Mortágua                     | + 0 s           |
| 3e | Riccardo Minali      | Italie      | Nippo-Delko One Provence             | + 0 s           |
| 4e | Luís Gomes           | Portugal    | Kelly-Simoldes-UDO                   | + 0 s           |
| 5e | Daniel Freitas       | Portugal    | Miranda-Mortágua                     | + 0 s           |
| 6e | David González López | Espagne     | Caja Rural-Seguros RGA               | + 0 s           |
| 7e | Rafael Silva         | Portugal    | Efapel                               | + 0 s           |
| 8e | César Martingil      | Portugal    | Atum General-Tavira-Maria Nova Hotel | + 0 s           |
| 9e | Amaro Antunes        | Portugal    | W52-FC Porto                         | + 0 s           |
| 10e | Delio Fernández      | Espagne     | Nippo-Delko One Provence             | + 0 s           |

| \| Classement général \| Classement général \| Classement général \| Classement général \| Classement général \| \| Coureur \| Coureur \| Pays \| Équipe \| Temps \| \| ------------------ \| -------------------- \| ------------------ \| ------------------------------------ \| ------------------ \| \| 1er \| Amaro Antunes \| Portugal \| W52-FC Porto \| 21 h 48 min 03 s \| \| 2e \| Frederico Figueiredo \| Portugal \| Atum General-Tavira-Maria Nova Hotel \| + 13 s \| \| 3e \| Gustavo César Veloso \| Espagne \| W52-FC Porto \| + 1 min 13 s \| \| 4e \| João Benta \| Portugal \| Rádio Popular-Boavista \| + 1 min 27 s \| \| 5e \| Joni Brandão \| Portugal \| Efapel \| + 1 min 37 s \| \| 6e \| João Rodrigues \| Portugal \| W52-FC Porto \| + 2 min 00 s \| \| 7e \| Alejandro Marque \| Espagne \| Atum General-Tavira-Maria Nova Hotel \| + 2 min 15 s \| \| 8e \| António Carvalho \| Portugal \| Efapel \| + 2 min 15 s \| \| 9e \| Delio Fernández \| Espagne \| Nippo-Delko One Provence \| + 2 min 31 s \| \| 10e \| Cristian Rodríguez \| Espagne \| Caja Rural-Seguros RGA \| + 2 min 43 s \| |                      |          |                                      |                  |
| |                      |          |                                      |                  |
| Source : ProCyclingStats |                      |          |                                      |                  |
| Classement général |                      |          |                                      |                  |
| Coureur | Coureur              | Pays     | Équipe                               | Temps            |
| 1er | Amaro Antunes        | Portugal | W52-FC Porto                         | 21 h 48 min 03 s |
| 2e | Frederico Figueiredo | Portugal | Atum General-Tavira-Maria Nova Hotel | + 13 s           |
| 3e | Gustavo César Veloso | Espagne  | W52-FC Porto                         | + 1 min 13 s     |
| 4e | João Benta           | Portugal | Rádio Popular-Boavista               | + 1 min 27 s     |
| 5e | Joni Brandão         | Portugal | Efapel                               | + 1 min 37 s     |
| 6e | João Rodrigues       | Portugal | W52-FC Porto                         | + 2 min 00 s     |
| 7e | Alejandro Marque     | Espagne  | Atum General-Tavira-Maria Nova Hotel | + 2 min 15 s     |
| 8e | António Carvalho     | Portugal | Efapel                               | + 2 min 15 s     |
| 9e | Delio Fernández      | Espagne  | Nippo-Delko One Provence             | + 2 min 31 s     |
| 10e | Cristian Rodríguez   | Espagne  | Caja Rural-Seguros RGA               | + 2 min 43 s     |

### 6eétape
« Etapa 6 : CALDAS DA RAINHA / TORRES VEDRAS – 155 km ; 03/10/2020 – Sábado » [« Parcours de l'étape »]
| \| Classement de l'étape \| Classement de l'étape \| Classement de l'étape \| Classement de l'étape \| Classement de l'étape \| \| Coureur \| Coureur \| Pays \| Équipe \| Temps \| \| --------------------- \| --------------------- \| --------------------- \| ------------------------------------ \| --------------------- \| \| 1er \| Daniel McLay \| Royaume-Uni \| Arkéa-Samsic \| 3 h 38 min 04 s \| \| 2e \| Riccardo Minali \| Italie \| Nippo-Delko One Provence \| + 0 s \| \| 3e \| Leangel Linarez \| Venezuela \| Miranda-Mortágua \| + 0 s \| \| 4e \| Óscar Pelegrí \| Espagne \| Feirense \| + 0 s \| \| 5e \| João Matias \| Portugal \| Aviludo-Louletano \| + 0 s \| \| 6e \| David González López \| Espagne \| Caja Rural-Seguros RGA \| + 0 s \| \| 7e \| César Martingil \| Portugal \| Atum General-Tavira-Maria Nova Hotel \| + 0 s \| \| 8e \| Luís Gomes \| Portugal \| Kelly-Simoldes-UDO \| + 0 s \| \| 9e \| Matîs Louvel \| France \| Arkéa-Samsic \| + 0 s \| \| 10e \| Daniel Freitas \| Portugal \| Miranda-Mortágua \| + 0 s \| |                      |             |                                      |                 |
| |                      |             |                                      |                 |
| Source : ProCyclingStats |                      |             |                                      |                 |
| Classement de l'étape |                      |             |                                      |                 |
| Coureur | Coureur              | Pays        | Équipe                               | Temps           |
| 1er | Daniel McLay         | Royaume-Uni | Arkéa-Samsic                         | 3 h 38 min 04 s |
| 2e | Riccardo Minali      | Italie      | Nippo-Delko One Provence             | + 0 s           |
| 3e | Leangel Linarez      | Venezuela   | Miranda-Mortágua                     | + 0 s           |
| 4e | Óscar Pelegrí        | Espagne     | Feirense                             | + 0 s           |
| 5e | João Matias          | Portugal    | Aviludo-Louletano                    | + 0 s           |
| 6e | David González López | Espagne     | Caja Rural-Seguros RGA               | + 0 s           |
| 7e | César Martingil      | Portugal    | Atum General-Tavira-Maria Nova Hotel | + 0 s           |
| 8e | Luís Gomes           | Portugal    | Kelly-Simoldes-UDO                   | + 0 s           |
| 9e | Matîs Louvel         | France      | Arkéa-Samsic                         | + 0 s           |
| 10e | Daniel Freitas       | Portugal    | Miranda-Mortágua                     | + 0 s           |

| \| Classement général \| Classement général \| Classement général \| Classement général \| Classement général \| \| Coureur \| Coureur \| Pays \| Équipe \| Temps \| \| ------------------ \| -------------------- \| ------------------ \| ------------------------------------ \| ------------------ \| \| 1er \| Amaro Antunes \| Portugal \| W52-FC Porto \| 25 h 26 min 07 s \| \| 2e \| Frederico Figueiredo \| Portugal \| Atum General-Tavira-Maria Nova Hotel \| + 13 s \| \| 3e \| Gustavo César Veloso \| Espagne \| W52-FC Porto \| + 1 min 13 s \| \| 4e \| João Benta \| Portugal \| Rádio Popular-Boavista \| + 1 min 27 s \| \| 5e \| Joni Brandão \| Portugal \| Efapel \| + 1 min 37 s \| \| 6e \| João Rodrigues \| Portugal \| W52-FC Porto \| + 2 min 00 s \| \| 7e \| Alejandro Marque \| Espagne \| Atum General-Tavira-Maria Nova Hotel \| + 2 min 15 s \| \| 8e \| António Carvalho \| Portugal \| Efapel \| + 2 min 15 s \| \| 9e \| Delio Fernández \| Espagne \| Nippo-Delko One Provence \| + 2 min 31 s \| \| 10e \| Cristian Rodríguez \| Espagne \| Caja Rural-Seguros RGA \| + 2 min 43 s \| |                      |          |                                      |                  |
| |                      |          |                                      |                  |
| Source : ProCyclingStats |                      |          |                                      |                  |
| Classement général |                      |          |                                      |                  |
| Coureur | Coureur              | Pays     | Équipe                               | Temps            |
| 1er | Amaro Antunes        | Portugal | W52-FC Porto                         | 25 h 26 min 07 s |
| 2e | Frederico Figueiredo | Portugal | Atum General-Tavira-Maria Nova Hotel | + 13 s           |
| 3e | Gustavo César Veloso | Espagne  | W52-FC Porto                         | + 1 min 13 s     |
| 4e | João Benta           | Portugal | Rádio Popular-Boavista               | + 1 min 27 s     |
| 5e | Joni Brandão         | Portugal | Efapel                               | + 1 min 37 s     |
| 6e | João Rodrigues       | Portugal | W52-FC Porto                         | + 2 min 00 s     |
| 7e | Alejandro Marque     | Espagne  | Atum General-Tavira-Maria Nova Hotel | + 2 min 15 s     |
| 8e | António Carvalho     | Portugal | Efapel                               | + 2 min 15 s     |
| 9e | Delio Fernández      | Espagne  | Nippo-Delko One Provence             | + 2 min 31 s     |
| 10e | Cristian Rodríguez   | Espagne  | Caja Rural-Seguros RGA               | + 2 min 43 s     |

### 7eétape
« Etapa 7 : LOURES / SETÚBAL – 161 km ; 04/10/2020 – Domingo » [« Parcours de l'étape »]
| \| Classement de l'étape \| Classement de l'étape \| Classement de l'étape \| Classement de l'étape \| Classement de l'étape \| \| Coureur \| Coureur \| Pays \| Équipe \| Temps \| \| --------------------- \| --------------------- \| --------------------- \| ------------------------------------ \| --------------------- \| \| 1er \| António Carvalho \| Portugal \| Efapel \| 3 h 40 min 45 s \| \| 2e \| Luís Fernandes \| Portugal \| Rádio Popular-Boavista \| + 0 s \| \| 3e \| Luís Gomes \| Portugal \| Kelly-Simoldes-UDO \| + 0 s \| \| 4e \| Gonçalo Carvalho \| Portugal \| Rádio Popular-Boavista \| + 0 s \| \| 5e \| Mauro Finetto \| Italie \| Nippo-Delko One Provence \| + 0 s \| \| 6e \| Alejandro Marque \| Espagne \| Atum General-Tavira-Maria Nova Hotel \| + 0 s \| \| 7e \| João Benta \| Portugal \| Rádio Popular-Boavista \| + 0 s \| \| 8e \| Joni Brandão \| Portugal \| Efapel \| + 0 s \| \| 9e \| Amaro Antunes \| Portugal \| W52-FC Porto \| + 0 s \| \| 10e \| Frederico Figueiredo \| Portugal \| Atum General-Tavira-Maria Nova Hotel \| + 0 s \| |                      |          |                                      |                 |
| |                      |          |                                      |                 |
| Source : ProCyclingStats |                      |          |                                      |                 |
| Classement de l'étape |                      |          |                                      |                 |
| Coureur | Coureur              | Pays     | Équipe                               | Temps           |
| 1er | António Carvalho     | Portugal | Efapel                               | 3 h 40 min 45 s |
| 2e | Luís Fernandes       | Portugal | Rádio Popular-Boavista               | + 0 s           |
| 3e | Luís Gomes           | Portugal | Kelly-Simoldes-UDO                   | + 0 s           |
| 4e | Gonçalo Carvalho     | Portugal | Rádio Popular-Boavista               | + 0 s           |
| 5e | Mauro Finetto        | Italie   | Nippo-Delko One Provence             | + 0 s           |
| 6e | Alejandro Marque     | Espagne  | Atum General-Tavira-Maria Nova Hotel | + 0 s           |
| 7e | João Benta           | Portugal | Rádio Popular-Boavista               | + 0 s           |
| 8e | Joni Brandão         | Portugal | Efapel                               | + 0 s           |
| 9e | Amaro Antunes        | Portugal | W52-FC Porto                         | + 0 s           |
| 10e | Frederico Figueiredo | Portugal | Atum General-Tavira-Maria Nova Hotel | + 0 s           |

| \| Classement général \| Classement général \| Classement général \| Classement général \| Classement général \| \| Coureur \| Coureur \| Pays \| Équipe \| Temps \| \| ------------------ \| -------------------- \| ------------------ \| ------------------------------------ \| ------------------ \| \| 1er \| Amaro Antunes \| Portugal \| W52-FC Porto \| 29 h 06 min 52 s \| \| 2e \| Frederico Figueiredo \| Portugal \| Atum General-Tavira-Maria Nova Hotel \| + 13 s \| \| 3e \| Gustavo César Veloso \| Espagne \| W52-FC Porto \| + 1 min 13 s \| \| 4e \| João Benta \| Portugal \| Rádio Popular-Boavista \| + 1 min 27 s \| \| 5e \| Joni Brandão \| Portugal \| Efapel \| + 1 min 37 s \| \| 6e \| João Rodrigues \| Portugal \| W52-FC Porto \| + 2 min 00 s \| \| 7e \| Alejandro Marque \| Espagne \| Atum General-Tavira-Maria Nova Hotel \| + 2 min 15 s \| \| 8e \| António Carvalho \| Portugal \| Efapel \| + 2 min 15 s \| \| 9e \| Delio Fernández \| Espagne \| Nippo-Delko One Provence \| + 2 min 31 s \| \| 10e \| Cristian Rodríguez \| Espagne \| Caja Rural-Seguros RGA \| + 2 min 43 s \| |                      |          |                                      |                  |
| |                      |          |                                      |                  |
| Source : ProCyclingStats |                      |          |                                      |                  |
| Classement général |                      |          |                                      |                  |
| Coureur | Coureur              | Pays     | Équipe                               | Temps            |
| 1er | Amaro Antunes        | Portugal | W52-FC Porto                         | 29 h 06 min 52 s |
| 2e | Frederico Figueiredo | Portugal | Atum General-Tavira-Maria Nova Hotel | + 13 s           |
| 3e | Gustavo César Veloso | Espagne  | W52-FC Porto                         | + 1 min 13 s     |
| 4e | João Benta           | Portugal | Rádio Popular-Boavista               | + 1 min 27 s     |
| 5e | Joni Brandão         | Portugal | Efapel                               | + 1 min 37 s     |
| 6e | João Rodrigues       | Portugal | W52-FC Porto                         | + 2 min 00 s     |
| 7e | Alejandro Marque     | Espagne  | Atum General-Tavira-Maria Nova Hotel | + 2 min 15 s     |
| 8e | António Carvalho     | Portugal | Efapel                               | + 2 min 15 s     |
| 9e | Delio Fernández      | Espagne  | Nippo-Delko One Provence             | + 2 min 31 s     |
| 10e | Cristian Rodríguez   | Espagne  | Caja Rural-Seguros RGA               | + 2 min 43 s     |

### 8eétape
« Etapa 8 : LISBOA/ LISBOA (Contrarrelógio Individual) – 17,7 km ; 05/10/2020 – Segunda-feria (feriado) » [« Parcours de l'étape »]
| \| Classement de l'étape \| Classement de l'étape \| Classement de l'étape \| Classement de l'étape \| Classement de l'étape \| \| Coureur \| Coureur \| Pays \| Équipe \| Temps \| \| --------------------- \| --------------------- \| --------------------- \| ------------------------------------ \| --------------------- \| \| 1er \| Gustavo César Veloso \| Espagne \| W52-FC Porto \| 21 min 34 s \| \| 2e \| António Carvalho \| Portugal \| Efapel \| + 8 s \| \| 3e \| Anthony Delaplace \| France \| Arkéa-Samsic \| + 17 s \| \| 4e \| Joni Brandão \| Portugal \| Efapel \| + 17 s \| \| 5e \| Daniel Mestre \| Portugal \| W52-FC Porto \| + 26 s \| \| 6e \| Alejandro Marque \| Espagne \| Atum General-Tavira-Maria Nova Hotel \| + 27 s \| \| 7e \| Amaro Antunes \| Portugal \| W52-FC Porto \| + 31 s \| \| 8e \| João Rodrigues \| Portugal \| W52-FC Porto \| + 31 s \| \| 9e \| Rafael Reis \| Portugal \| Feirense \| + 31 s \| \| 10e \| Samuel Caldeira \| Portugal \| W52-FC Porto \| + 32 s \| |                      |          |                                      |             |
| |                      |          |                                      |             |
| Source : ProCyclingStats |                      |          |                                      |             |
| Classement de l'étape |                      |          |                                      |             |
| Coureur | Coureur              | Pays     | Équipe                               | Temps       |
| 1er | Gustavo César Veloso | Espagne  | W52-FC Porto                         | 21 min 34 s |
| 2e | António Carvalho     | Portugal | Efapel                               | + 8 s       |
| 3e | Anthony Delaplace    | France   | Arkéa-Samsic                         | + 17 s      |
| 4e | Joni Brandão         | Portugal | Efapel                               | + 17 s      |
| 5e | Daniel Mestre        | Portugal | W52-FC Porto                         | + 26 s      |
| 6e | Alejandro Marque     | Espagne  | Atum General-Tavira-Maria Nova Hotel | + 27 s      |
| 7e | Amaro Antunes        | Portugal | W52-FC Porto                         | + 31 s      |
| 8e | João Rodrigues       | Portugal | W52-FC Porto                         | + 31 s      |
| 9e | Rafael Reis          | Portugal | Feirense                             | + 31 s      |
| 10e | Samuel Caldeira      | Portugal | W52-FC Porto                         | + 32 s      |

## Classements finals

### Classement général final
| \| Classement général \| Classement général \| Classement général \| Classement général \| Classement général \| \| Coureur \| Coureur \| Pays \| Équipe \| Temps \| \| ------------------ \| -------------------- \| ------------------ \| ------------------------------------ \| ------------------ \| \| 1er \| Amaro Antunes \| Portugal \| W52-FC Porto \| 29 h 06 min 52 s \| \| 2e \| Gustavo César Veloso \| Espagne \| W52-FC Porto \| + 42 s \| \| 3e \| Frederico Figueiredo \| Portugal \| Atum General-Tavira-Maria Nova Hotel \| + 52 s \| \| 4e \| Joni Brandão \| Portugal \| Efapel \| + 1 min 23 s \| \| 5e \| João Benta \| Portugal \| Rádio Popular-Boavista \| + 1 min 50 s \| \| 6e \| António Carvalho \| Portugal \| Efapel \| + 1 min 52 s \| \| 7e \| João Rodrigues \| Portugal \| W52-FC Porto \| + 2 min 00 s \| \| 8e \| Alejandro Marque \| Espagne \| Atum General-Tavira-Maria Nova Hotel \| + 2 min 11 s \| \| 9e \| Cristian Rodríguez \| Espagne \| Caja Rural-Seguros RGA \| + 3 min 16 s \| \| 10e \| Delio Fernández \| Espagne \| Nippo-Delko One Provence \| + 3 min 49 s \| |                      |          |                                      |                  |
| |                      |          |                                      |                  |
| Source : ProCyclingStats |                      |          |                                      |                  |
| Classement général |                      |          |                                      |                  |
| Coureur | Coureur              | Pays     | Équipe                               | Temps            |
| 1er | Amaro Antunes        | Portugal | W52-FC Porto                         | 29 h 06 min 52 s |
| 2e | Gustavo César Veloso | Espagne  | W52-FC Porto                         | + 42 s           |
| 3e | Frederico Figueiredo | Portugal | Atum General-Tavira-Maria Nova Hotel | + 52 s           |
| 4e | Joni Brandão         | Portugal | Efapel                               | + 1 min 23 s     |
| 5e | João Benta           | Portugal | Rádio Popular-Boavista               | + 1 min 50 s     |
| 6e | António Carvalho     | Portugal | Efapel                               | + 1 min 52 s     |
| 7e | João Rodrigues       | Portugal | W52-FC Porto                         | + 2 min 00 s     |
| 8e | Alejandro Marque     | Espagne  | Atum General-Tavira-Maria Nova Hotel | + 2 min 11 s     |
| 9e | Cristian Rodríguez   | Espagne  | Caja Rural-Seguros RGA               | + 3 min 16 s     |
| 10e | Delio Fernández      | Espagne  | Nippo-Delko One Provence             | + 3 min 49 s     |

## Évolution des classements
| Étape              | Vainqueur            | Classement général   | Classement par points | Classement de la montagne | Classement du meilleur jeune | Classement du meilleur Portugais | Classement par équipes |
| ------------------ | -------------------- | -------------------- | --------------------- | ------------------------- | ---------------------------- | -------------------------------- | ---------------------- |
| Prologue           | Gustavo César Veloso | Gustavo César Veloso | non décerné           | non décerné               | Carlos Canal                 | Rafael Reis                      | W52-FC Porto           |
| 1                  | Luís Gomes           | Gustavo César Veloso | Daniel Mestre         | Luís Gomes                | Carlos Canal                 | Daniel Mestre                    | W52-FC Porto           |
| 2                  | Amaro Antunes        | Amaro Antunes        | Amaro Antunes         | Hugo Nunes                | Simon Carr                   | Amaro Antunes                    | W52-FC Porto           |
| 3                  | Oier Lazkano         | Amaro Antunes        | Luís Gomes            | Hugo Nunes                | Simon Carr                   | Amaro Antunes                    | W52-FC Porto           |
| 4                  | Joni Brandão         | Amaro Antunes        | Luís Gomes            | Hugo Nunes                | Simon Carr                   | Amaro Antunes                    | W52-FC Porto           |
| 5                  | Daniel McLay         | Amaro Antunes        | Luís Gomes            | Hugo Nunes                | Simon Carr                   | Amaro Antunes                    | W52-FC Porto           |
| 6                  | Daniel McLay         | Amaro Antunes        | Daniel McLay          | Hugo Nunes                | Simon Carr                   | Amaro Antunes                    | W52-FC Porto           |
| 7                  | António Carvalho     | Amaro Antunes        | Luís Gomes            | Hugo Nunes                | Simon Carr                   | Amaro Antunes                    | W52-FC Porto           |
| 8                  | Gustavo César Veloso | Amaro Antunes        | Luís Gomes            | Hugo Nunes                | Simon Carr                   | Amaro Antunes                    | W52-FC Porto           |
| Classements finals | Classements finals   | Amaro Antunes        | Luís Gomes            | Hugo Nunes                | Simon Carr                   | Amaro Antunes                    | W52-FC Porto           |

## Liste des participants
- « Lista inscritos 98 corredores » [« Liste de départ complète »] [PDF], 26 septembre 2020